# FK Jablonec
FK Jablonec  je češki nogometni klub iz grada Jabloneca. Trenutačno se natječe u prvoj češkoj nogometnoj ligi.

## Imena kroz povijest
- 1945. – ČSK Jablonec nad Nisou (Český sportovní klub Jablonec nad Nisou)
- 1948. – SK Jablonec nad Nisou (Sportovní klub Jablonec nad Nisou)
- 1955. – Sokol Preciosa Jablonec nad Nisou
- 1960. – TJ Jiskra Jablonec nad Nisou (Tělovýchovná jednota Jiskra Jablonec nad Nisou)
- 1963. – TJ LIAZ Jablonec nad Nisou (Tělovýchovná jednota Liberecké automobilové závody Jablonec nad Nisou)
- 1993. – TJ Sklobižu Jablonec nad Nisou (Tělovýchovná jednota Sklobižu Jablonec nad Nisou)
- 1994. – FK Jablonec nad Nisou (Fotbalový klub Jablonec nad Nisou, a.s.)
- 1998. – FK Jablonec 97 (Fotbalový klub Jablonec 97, a.s.)
- 2008. – FK Baumit Jablonec (Fotbalový klub BAUMIT Jablonec, a.s.)
- 2015. – FK Jablonec (Fotbalový Klub Jablonec, a.s.)

## Vanjske poveznice
- Službene stanice  Arhivirana inačica izvorne stranice od 9. lipnja 2021. (Wayback Machine) (na češkom)